# Croperoides
Croperoides este un gen de molii din familia Lymantriinae, cu specimene documentate în Negele Boran, Etiopia, în 1940 de către Società entomologica italiana⁠(en)[traduceți].